# 加斯东·帕莱夫斯基

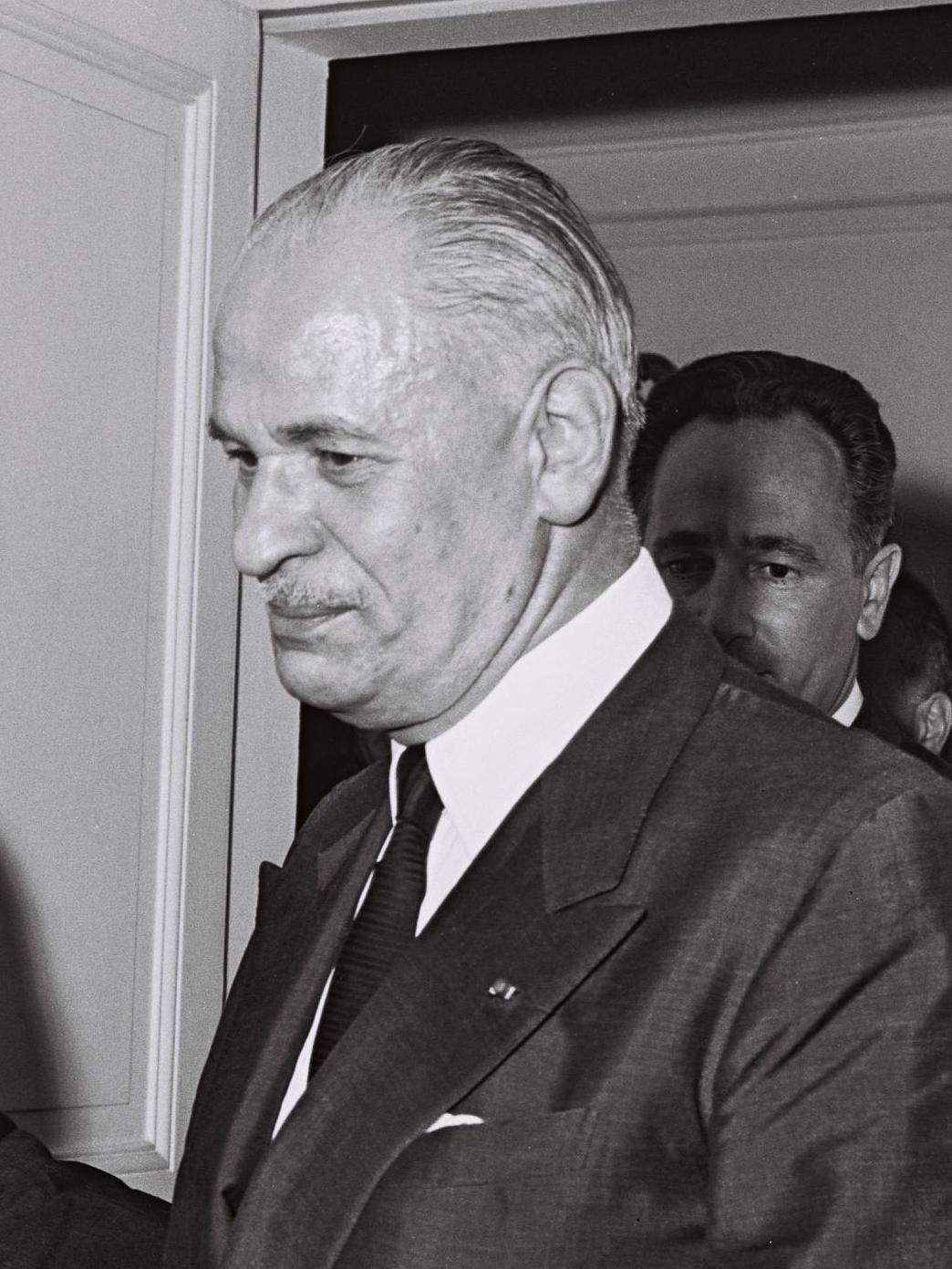
加斯东·帕莱夫斯基

加斯东·帕莱夫斯基（法語：Gaston Palewski，1901年3月20日—1984年9月3日）犹太裔，是法国的政治家，是夏尔·戴高乐的好友，曾担任总统办公室主任、法国宪法委员会主席。